# Plaveč (Tschechien)

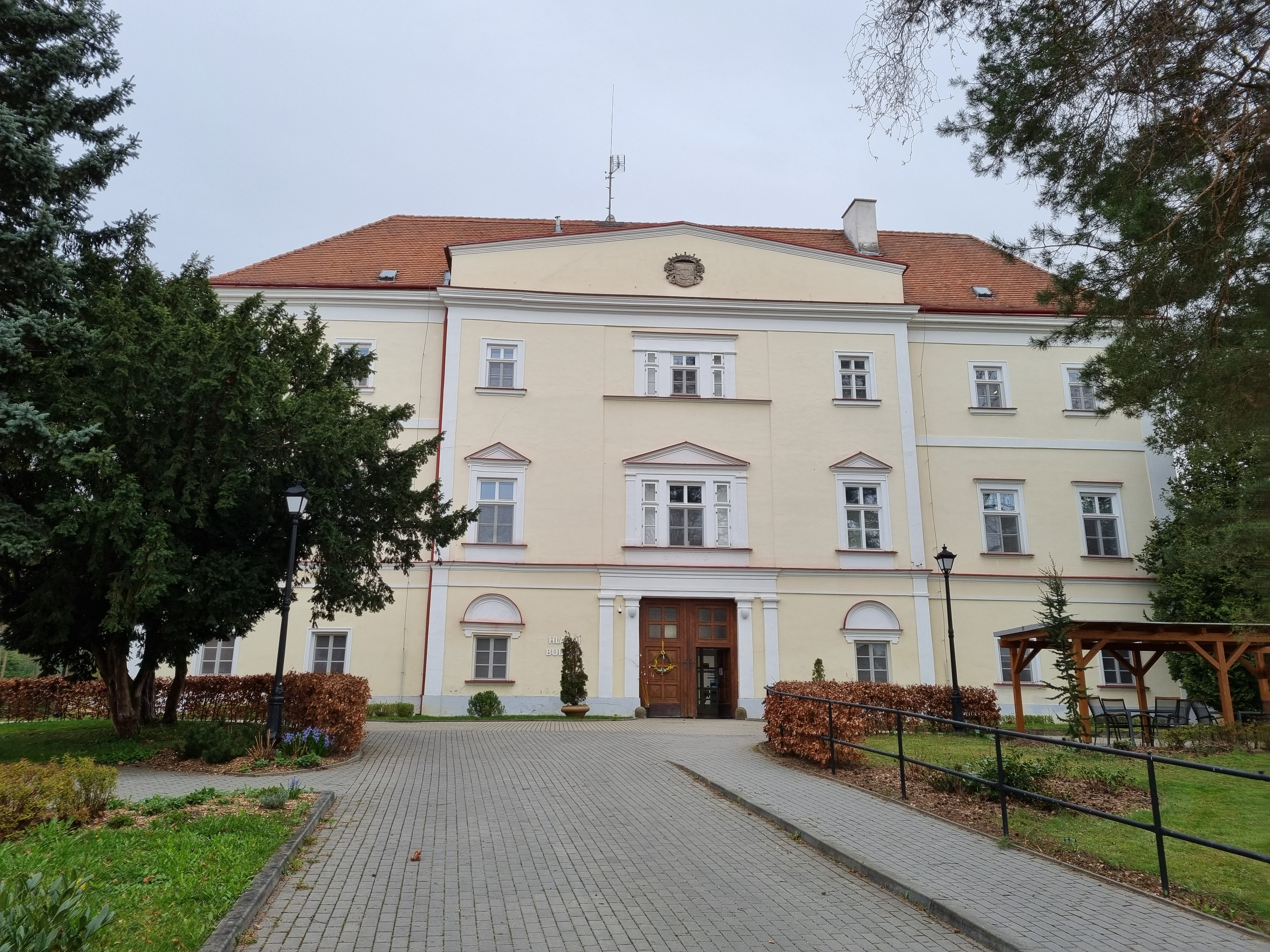
Schloss Plaveč (2024)

Plaveč (deutsch Platsch) ist eine Gemeinde im Okres Znojmo in Tschechien.

## Geographie
Plaveč befindet sich 1,8 Kilometer von Znojmo entfernt, bis Brünn sind es rund 39 Kilometer. Plaveč grenzt an Hluboké Mašůvky, Rudlice, Němčičky nad Jevišovkou, Výrovice, Tvořihráz und Únanov. Durch Plaveč verläuft eine Landstraße, an der sich die einzige Bushaltestelle des Dorfs befindet.
Im Westen von Plaveč, unter anderem auch im Ortsteil Bábovec, verläuft die Plenkovický potok und mündet schließlich in die Jevišovka, welche zentral durch die Gemeinde fließt. Die höchste Anhebung in Plaveč ist der Hügel Ruda mit einer Höhe von 346 Metern.
Geologisch gesehen ist Plaveč ein felsiges Gebiet. Es befinden sich hier Mineralien und Gesteine wie Granit, Quarz, Feldspat, Kaolin, Kalkstein, Graphit und Eisenerze.

## Geschichte
1216 wurde Plaveč erstmals urkundlich erwähnt. Die wichtigste Sehenswürdigkeit der Gemeinde, das Schloss Plaveč, wurde Ende des 16. Jahrhunderts errichtet. Heutzutage dient dieses als Altenheim. Am 26. Juni 2012 wurde der Gemeinde ein Wappen vergeben.

## Ortsteile
- Plaveč
- Bábovec

## Bevölkerungsentwicklung
| Jahr      | 1869 | 1880 | 1890 | 1900 | 1910 | 1921 | 1930 | 1950 | 1961 | 1970 | 1980 | 1991 | 2001 | 2011 | 2021 |
| --------- | ---- | ---- | ---- | ---- | ---- | ---- | ---- | ---- | ---- | ---- | ---- | ---- | ---- | ---- | ---- |
| Einwohner | 405  | 426  | 404  | 395  | 437  | 440  | 439  | 401  | 540  | 519  | 505  | 452  | 447  | 475  | 490  |

## Sehenswürdigkeiten
- Schloss Plaveč
- Lapikus
- Marienkirche
- Weltkriegsdenkmal
- Statue von Johannes Nepomuk